# Canindé
Canindé là một đô thị thuộc bang Ceará, Brasil. Đô thị này có diện tích 3218,423 km², dân số năm 2007 là 70100 người, mật độ 21,78 người/km².